# Moussa Diaby
Moussa Diaby (ur. 7 lipca 1999 w Paryżu) – francuski piłkarz malijskiego pochodzenia występujący na pozycji napastnika w saudyjskim klubie Al-Ittihad oraz w reprezentacji Francji.

## Kariera klubowa
Jest wychowankiem Akademii Paris Saint-Germain i zdobywcą nagrody Titi d'Or w 2016 dla najbardziej obiecującego i najlepszego talentu w Akademii. 22 września 2017, w wieku 18 lat, podpisał pierwszy kontrakt profesjonalny z Paris Saint-Germain. Na drugą połowę sezonu 2017/2018 został wypożyczony do włoskiego FC Crotone. Po powrocie do PSG w sezonie 2018/2019 wystąpił w 25 meczach w Ligue 1 strzelając 4 gole.
14 czerwca 2019 podpisał pięcioletni kontrakt z Bayerem Leverkusen. W pierwszym pełnym rozegranym meczu 21 listopada 2019, przeciwko Freiburgerowi, zdobył pierwszą bramkę w Bundeslidze.
22 lipca 2023 związał się umową z Aston Villą, obowiązującą do końca sezonu 2027/2028. Koszt zakupu Diaby'ego z Bayeru wyniósł 55 milionów euro.
W lipcu 2024 podpisał kontrakt z Al-Ittihad.

## Kariera reprezentacyjna
Z reprezentacją Francji do lat 19 uczestniczył w mistrzostwach Europy w 2018 roku w Finlandii, podczas których rozegrał 4 mecze. W fazie grupowej strzelił gola w meczu przeciwko Turcji i miał trzy asysty (dwie w meczu przeciw Anglii). Francja odpadła w półfinale przegrywając z Włochami.

## Sukcesy

### Paris Saint Germain
- Mistrzostwo Francji: 2018/2019
- Superpuchar Francji: 2018

### Reprezentacyjne
- Liga Narodów UEFA: 2020/2021
- Półfinał Mistrzostw Europy U-19: 2018